# Lizzie McGuire
Lizzie McGuire je teenagerský televizní seriál vysílaný na kanálu Disney Channel v letech 2001 až 2004. Hlavní postavou seriálu je Lizzie McGuire, kterou ztvárnila známá zpěvačka a herečka Hilary Duffová. Lizziny nejlepší přátelé jsou Miranda Sanchez a Gordo. Tento seriál je plný trapasů a zábavy.

## Hlavní postavy
- Hilary Duffová jako Lizzie McGuire
- Lalaine jako Miranda Sanchez
- Adam Lamberg jako David "Gordo" Gordon
- Jake Thomas jako Matt McGuire
- Hallie Todd jako Jo McGuire
- Robert Carradine jako Sam McGuire